# Taviano
Taviano är en ort och kommun i provinsen Lecce i regionen Apulien i Italien. Kommunen hade 11 972 invånare (2017).